# Otto van Riemsdijk
Otto van Riemsdijk (Stad Hardenberg, 16 september 1835 - Gramsbergen, 9 juli 1898) was burgemeester van de Overijsselse plaats Gramsbergen.

## Leven en werk
Van Riemsdijk werd in 1835 in Stad Hardenberg geboren als enig kind van Cornelis Johannes van Riemsdijk en zijn eerste echtgenote Ottonia Hoenderken. Zijn vader was van 1860-1874 burgemeester van Stad Hardenberg. Net als zijn vader koos ook hij voor een loopbaan als burgemeester. Midden 1863 werd Van Riemsdijk benoemd tot burgemeester van Nieuweschans en een jaar later, op 5 juli 1864, werd hij benoemd tot burgemeester van Gramsbergen. Per 17 juli 1864 werd hij tevens benoemd tot gemeentesecretaris.
Van Riemsdijk trouwde op 1 oktober 1867 te Gramsbergen met de 21-jarige Sophia Johanna Hoogklimmer uit Laar, dochter van de predikant Hendrik Martin Hoogklimmer. Hij overleed kort na zijn vervroegde pensionering in 1898 op 62-jarige leeftijd in zijn woonplaats Gramsbergen. In datzelfde jaar werd hij opgevolgd door zijn zoon Cornelis Johannes.